# Хвойное (Ленинградская область)
Хвойное (до 1948 года Пийспала, Хярскеенсаари, фин. Piispala, Härskeensaari) — деревня в Мельниковском сельском поселении Приозерского района Ленинградской области.

## Название
Топоним Piispala в переводе означает Епископское.
Зимой 1948 года деревне Пийспала было присвоено наименование Хвойная. Переименование было закреплено указом Президиума ВС РСФСР от 13 января 1949 года.

## История

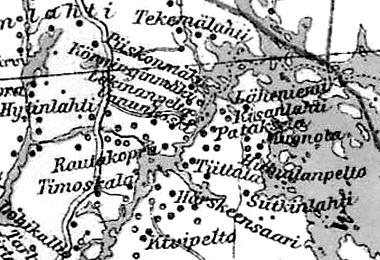
Деревня Хярскеенсаари на финской карте 1923 года

До 1939 года смежные деревни Пийспала и Хярскеенсаари входили в состав волости Ряйсяля Выборгской губернии Финляндской республики. 
С 1 января 1940 года — в составе Карело-Финской ССР.
С 1 августа 1941 года по 31 июля 1944 года финская оккупация.
По данным 1973 и 1990 годов деревня Хвойное входила в состав Мельниковского сельсовета.
В 1997 году в деревне Хвойное Мельниковской волости проживали 32 человека, в 2002 году — 28 человек (96 % — русские).
В 2007 году в деревне Хвойное Мельниковского СП проживал 31 человек, в 2010 году — 34 человека.

## География
Деревня расположена в северо-западной части района на автодороге 41К-763 (подъезд к дер. Хвойное).
Расстояние до административного центра поселения — 8 км.
Деревня находится на правом берегу реки Вуокса.

## Демография
| 2007 | 2010 | 2017 |
| ---- | ---- | ---- |
| 31   | ↗34  | ↘32  |

## Улицы
Коттеджная.

## Садоводства
Хвойное-Луговое.